# Lobus (vliegen)
Lobus is een vliegengeslacht uit de familie van de Roofvliegen (Asilidae).

## Soorten
- L. bandipurensis Joseph & Parui, 1992
- L. bicingulatus (Bezzi, 1906)
- L. evenhuisi Joseph & Parui, 1991
- L. guineae Martin, 1972
- L. himalayae Martin, 1972
- L. jairami Joseph & Parui, 1984
- L. janssensi Martin, 1972
- L. kenyae Martin, 1972
- L. keralae Martin, 1972
- L. liberiae Martin, 1972
- L. martini Joseph & Parui, 1983
- L. pallipes (Janssens, 1953)
- L. pandai Joseph & Parui, 1999
- L. unilineatus Martin, 1972
- L. vindex (Janssens, 1954)